# Биологична система
Биологичната система (или система от органи, или телесна система) е група от органи, които работят заедно, за да изпълняват определени процеси. Всеки орган има определена функция и е изграден от тъкани.

## Системи от органи при човека
В човешкия организъм има няколко органови системи:
1. Дихателна система
2. Ендокринна система
3. Имунна система
4. Опорно-двигателна система
5. Лимфна система
6. Мускулна система
7. Нервна система
8. Отделителна система
9. Покривна система
10. Полова система
11. Сърдечно-съдова система
12. Храносмилателна система